# Ваулино (Вологодская область)
Ваулино — деревня в Харовском районе Вологодской области.
Входит в состав Ильинского сельского поселения, с точки зрения административно-территориального деления — в Ильинский сельсовет.
Расстояние по автодороге до районного центра Харовска — 31 км, до центра муниципального образования Семенихи — 6 км. Ближайшие населённые пункты — Потапиха, Коровинская, Балыково.
По данным переписи в 2002 году постоянного населения не было.